# Kaolack
Kaolack  este un oraș  în Senegal. Este reședința regiunii omonime.